# Gai Sili (cònsol)
Gai Sili (en llatí Caius Silius P. F. P. N.) va ser un magistrat romà que va viure als segles I aC i I. Formava part de la gens Sília, una gens romana d'origen plebeu.
Va ser cònsol l'any 13 junt amb Luci Munaci Planc. A final de l'any va ser nomenat llegat a la Germània Superior on es trobava a la mort d'August l'any 14. Va servir amb Germànic Cèsar a les campanyes contra els germànics i va obtenir ornaments triomfals pels seus mèrits (15). L'any 16 Germànic el va enviar contra els cats, però el resultat de l'expedició no és conegut.
L'any 21 va derrotar a Juli Sacrovir, que s'havia revoltat al front dels hedus i altres pobles gals i germànics. La seva amistat amb Germànic va causar la seva ruïna i Tiberi, que en desconfiava, el va fer acusar de repetundae i majestas l'any 24. Es va anticipar a la seva condemna i es va suïcidar. La seva esposa, Sòsia Gal·la, que es va veure implicada en les acusacions contra el seu marit, va ser condemnada a desterrament.